# Sharanamati
Sharanamati (nep. शरणामती) – gaun wikas samiti we wschodniej części Nepalu w strefie Meći w dystrykcie Jhapa. Według nepalskiego spisu powszechnego z 2001 roku liczył on 2408 gospodarstw domowych i 12832 mieszkańców (6400 kobiet i 6432 mężczyzn).